# Bakun
Bakun è una municipalità di quarta classe delle Filippine, situata nella Provincia di Benguet, nella Regione Amministrativa Cordillera.
Bakun è formata da 7 baranggay:
- Ampusongan
- Bagu
- Dalipey
- Gambang
- Kayapa
- Poblacion (Central)
- Sinacbat